# Бабічин Віктор Вікторович
Віктор Вікторович Бабічин (нар. 22 серпня 2000, Запоріжжя, Україна) — український футболіст, воротар  команди «ВПК-Агро».

## Клубна кар'єра
Вихованець академії «Дніпра». Напередодні старту сезону 2017/18 років переведений до першої команди «дніпрян». Дебютував у складі дніпровського клубу 15 липня 2017 року в програному (1:2) виїзному поєдинку 1-о туру групи «Б» Другої ліги проти одеського «Реал Фарма». Віктор вийшов на поле в стартовому складі та відіграв увесь матч. Влітку 2017 року в складі «Дніпра» провів 3 матчі в Другій лізі.
На початку осені 2017 року приєднався до іншої дніпровської команди, «Дніпра-1». У новій команді дебютував 24 вересня 2017 року в переможному (3:0) виїзному поєдинку 13-о туру групи «Б» Другої ліги проти запорізького «Металурга». Бабічин вийшов на поле в стартовому складі та відіграв увесь матч. У сезоні 2017/18 років у складі «Дніпра-1» зіграв 3 матчі в Другій лізі й допоміг команді стати срібним призером чемпіонату. У Першій лізі дебютував 26 серпня 2018 року в переможному (5:0) домашньому поєдинку 6-о туру проти луцької «Волині». Віктор вийшов на поле на 71-й хвилині, замінивши нападника Станіслава Куліша. Також наприкінці сезону зіграв ще один поєдинок чемпіонату, цього разу на позиції воротаря (проти «Миколаєва»). Разом з командою став переможцем Першої ліги.
Сезон 2019/20 років розпочав у складі молодіжної команди «Дніпра-1». Вперше до заявки на матч Прем'єр-ліги потрапив 20 жовтня 2019 року, на поєдинок 11-о туру проти «Маріуполя». Проте на футбольне поле так і не вийшов, просидівши усі 90 хвилин на лаві для запасних.
Влітку 2020 року перейшов у «Рух» (Львів), де також став виступати за молодіжну команду.

## Кар'єра в збірній
Викликався до складу юнацької збірної України U-16. У складі збірної Україна U-17 2016 року зіграв у 3-х матчах юнацького чемпіонату Європи U-17, проти однолітків з Туреччини, Литви та Норвегії.
Також провів 1 товариський матч в юнацькій збірній України U-18, 26 серпня 2017 року, вийшовши на поле в стартовому складі проти однолітків з Росії (4:1).

## Досягнення
«Дніпро-1»
- Друга ліга чемпіонату України
  -  Чемпіон (1): 2017/18 (група «Б»)
  -  Срібний призер (1): 2017/18 (Фінал)

- Перша ліга України
  -  Чемпіон (1): 2018/19